# Antun Nagy
Antun Nagy (Požega, 14. siječnja 1774. – Vojvodina, 1847.), hrvatski književnik.

## Životopis
Pravo je završio u Pešti. Radio je kao profesor gramatike i povijesti u Zagrebačkoj akademiji, a od 1809. godine djeluje kao cenzor i revizor knjiga u Budimu. Pisao je književna djela i pjesme, prevodio, izdavao kalendare, a 1818. čak i pokušao tiskati novine. Kroz svoje djelovanje, zauzimao se za jedinstveni književni jezik te na neki način i bio preteča ilirskog pokreta. Djela je prevodio mješavinom kajkavskog i štokavsko-ikavskog govora.
Najpoznatije mu je djelo "Ispisivanje življenja i čini Napoleona..." (Izpiszavanye xivlenya i csinih Napoleona czeszara Franczuzah i kralya od Italie : od nyegovog narodgyena do vrimena szkloplyenoga mira u Tilsitu / iz nimachkogo u narodni jezik prenesheno po Antunu Nagy) koje je tiskano u Zagrebu 1810.